# K. Eric Drexler

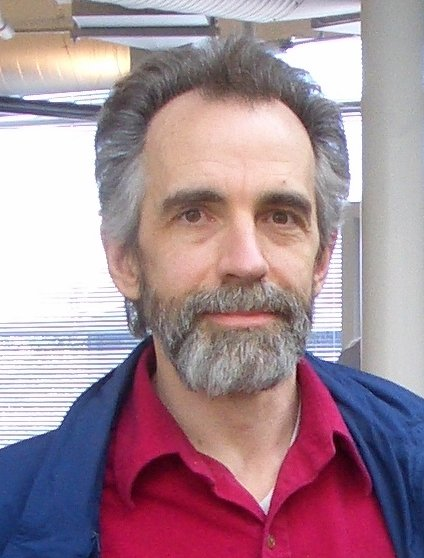
K. Eric Drexler.

Kim Eric Drexler (Oakland, California, 25 de abril de 1955) es un ingeniero estadounidense conocido por popularizar los potenciales de la nanotecnología molecular durante las décadas de 1970 y 1980. Su tesis doctoral realizada en el MIT fue posteriormente revisada y publicada "Nanosystems Molecular Machinery Manufacturing and Computation Archivado el 8 de octubre de 2019 en Wayback Machine." (1992), recibiendo el premio de la Asociación de Editores Americanos como el mejor libro de ciencia de 1992. También ha hablado en ocasiones sobre la posibilidad de peligros del tipo plaga gris.